# Большой Теш
Большой Теш — река в Кемеровской области России, течёт по территории Новокузнецкого района.
Устье реки находится на высоте 227 м над уровнем моря в 73 км от устья по правому берегу реки Кондома недалеко от о.п. Кузедеево. Длина реки составляет 38 км.

В 1930-1990 годах на берегах реки располагались поселения Кержацкий и Большая Кедровка.

## Притоки
- 5 км: Малый Теш (нижний приток Большого Теша);
- 24 км: Малый Теш (верхний приток Большого Теша);
- 27 км: Средний Теш[5].

## Данные водного реестра
По данным государственного водного реестра России относится к Верхнеобскому бассейновому округу, водохозяйственный участок реки — Кондома, речной подбассейн реки — Томь. Речной бассейн реки — (Верхняя) Обь до впадения Иртыша.
Код водного объекта в государственном водном реестре — 13010300112115200009998.